# Hajaz Akram
Hajaz Akram é um ator britânico de descendência paquistanesa, treinado no Central School of Speech and Drama.
Ele apareceu em diversos dramas televisivos, incluindo Doctor Who, Murder in Mind e Casualty, e é também a voz do DJ Panjit Gavaskar (Radio Del Mundo) em Grand Theft Auto: Liberty City Stories.
Ele teve papéis em filmes como Lara Croft Tomb Raider: The Cradle of Life e Batman Begins.